# Laura Ingalls Wilder
Laura Elizabeth Ingalls Wilder (Pepin megye, Wisconsin, 1867. február 7. – Mansfield, Missouri, 1957. február 10.) amerikai írónő, A ház, ahol élünk című életrajzi ihletésű könyvsorozat megalkotója, amely a népszerű amerikai családi sorozat, A farm, ahol élünk alapjául szolgált.

## Élete
Laura Elizabeth Ingalls 1867-ben született a wisconsini „nagy erdőben”, Pepin város közelében egy ötgyermekes család második gyermekeként; nővére Mary Amelia, húgai Caroline Celestia és Grace Pearl, öccse pedig Charles Frederick, aki azonban még csecsemőkorában meghalt. Születési helyét jelenleg egy kis faházikó jelöli, amit a könyvbeli leírás ihletett. Édesapja Charles Philip Ingalls, édesanyja Caroline Lake Quiner Ingalls. A család Wilder gyermekkorában államról államra vándorolt. Rövid ideig éltek Kansasben, Minnesotában (Walnut Grove) és Iowában. Végül a család Dakotában telepedett le.
Wilder De Smetben ismerkedett meg Almanzo Wilderrel, akihez később feleségül ment. 1882-ben, két hónappal a 16. születésnapja előtt tanítói állást vállalt, habár még ő maga is a de smeti iskola hallgatója volt. 3 éven keresztül tanított, mellette részmunkában varrt és elkezdte főiskolai tanulmányait is, amelyet végül nem fejezett be. 1885-ben, 18 éves korában hozzáment a nála 10 évvel idősebb Almanzo Wilderhez, akitől 1886-ban kislánya született, Rose. 1894-ben Missouri-ban, Mansfield közelében telepedtek le egy farmon.
Wilder írással először akkor kezdett foglalkozni, amikor egy helyi lap számára cikkeket írt a farmerek életéről és teendőiről. Hamarosan saját rovatot is kapott. Rose lánya – aki közben újságíró lett – ösztönzésére 1932-ben fogott bele első regényébe, amelyet aztán több másik is követett. Ezek az életrajzi ihletésű regények megalapozták Wilder hírnevét.
1957-ben, három nappal a 90. születésnapja után hunyt el. Férjével együtt a mansfieldi temetőben temették el.

## Művei
- Kicsi ház a nagy erdőben, Pioneer Publishing, 2015 (más kiadásban: Erdei kunyhó) (Little House in the Big Woods), 1932
- Kicsi ház a prérin, Pioneer Publishing, 2015 (más kiadásban: A farm, ahol élünk) (Little House on the Prairie), 1935
- Almanzo, a farmerfiú, Pioneer Publishing, 2015 (más kiadásban: Almanzo, a fiú a farmról) (Farmer Boy), 1955
- A Szilva-patak partján, Pioneer Publishing, 2016 (más kiadásban: Ház a patakparton (On the Banks of Plum Creek), 1937 (Newbery Honor)
- Az Ezüst-tó partján, Pioneer Publishing, 2016 (By the Shores of Silver Lake), 1939 (Newbery Honor)
- A hosszú tél, Pioneer Publishing, 2016 (The Long Winter), 1940 (Newbery Honor)
- Kicsi város a prérin, Pioneer Publishing, 2017 (Little Town on the Prairie), 1941 (Newbery Honor)
- Azok a boldog, arany évek, Pioneer Publishing, 2017 (These Happy Golden Years), 1943 (Newbery Honor)
- On the Way Home, 1962
- Az első négy év, Pioneer Publishing, 2017 (The First Four Years), 1971
- West from Home, 1974

## Magyarul
- Kicsi ház a nagy erdőben; ford. Balázs Anna, versford. Kiss Zsuzsa, Rigó Béla; Móra, Bp., 1982
- Erdei kunyhó; ford. Borbás Mária, versford. N. Kiss Zsuzsa; Mágus, Bp., 1998 (Könyvfalók könyvtára)
- A farm, ahol élünk; ford. Borbás Mária, versford. N. Kiss Zsuzsa; Mágus, Bp., 2000 (Könyvfalók könyvtára)
- Ház a patakparton; ford. Kárpáti Zsófia; Mágus, Bp., 2001 (Könyvfalók könyvtára)
- Almanzo, a fiú a farmról; ford. Dobos Mária; Mágus, Bp., 2001 (Könyvfalók könyvtára)
- A farm, ahol élünk; Pioneer Publishing, Bp., 2015–2017 (Kicsi ház könyvek)
  - Kicsi ház a nagy erdőben; 2015
  - Kicsi ház a prérin; 2015
  - Almanzo, a farmerfiú; 2015
  - A Szilva-patak partján; 2016
  - Az Ezüst tó partján; 2016
  - A hosszú tél; 2016
  - Kicsi város a prérin; 2017
  - Azok a boldog, arany évek; 2017
  - Az első négy év; 2017